# Růžkatec bradavčitý
Růžkatec bradavčitý (Ceratophyllum submersum) je bezkořenná sladkovodní rostlina, která se pod vodní hladinou nejen volně vznáší, ale i opyluje.

## Výskyt
Rozšířen je vyjma severních oblastí v celé Evropě, ve střední, jižní a jihovýchodní Asii a v Africe. Vyrůstá ve stojaté nebo jen mírně tekoucí vodě bohaté na živiny, kde bývá někdy ve dnu ukotven bezkořennou spodní části lodyhy a větvemi z ní odbočujícími. Vyskytuje se i v mírně slané brakické vodě.
V České republice se velice vzácně objevuje v teplejších oblastech v rybnících, tůních, zatopených lomech a slepých ramenech řek, převážně v nížinných oblastech, kde požaduje vodu s dostatkem živin. Toleruje horší průzračnost vody i občasné přistínění vodní hladiny.

## Ohrožení
Podle "Černého a červeného seznamu cévnatých rostlin České republiky" je mu přisouzen status kriticky ohroženého druhu (C 1) a ve "Vyhlášce MŽP č. 395/1992 Sb." je prohlášen za silně ohrožený druh (§ 2). Poskytována ochrana se projevuje jako dostatečná, v poslední době přibylo známých lokalit kde růžkatec bradavčitý roste a s úspěchem se množí.

## Popis
Je to vytrvalý hydrofyt s lodyhami ve vodě vzplývajícími, které mohou dosahovat délky až 3 m. Lodyhy s internodiem dlouhým 1 až 2 cm jsou hustě rozvětvené, mají redukována pletiva a jsou proto velmi křehké, často se lámou. Hustě porůstají přesleny jasně zelených listů, které jsou 2 až 4krát vidličnatě dělené na 4 až 8 nitkovitých a měkkých úkrojků, poslední z nich bývá největší. Nemají palisty, mají však po obvodu drobounké chloupky na ochranu proti vodním plžům a drobným býložravým rybám. Tvar listů pomáhá lépe odolávat proudění vody a navíc se stýkají větší plochou s vodou, z které odebírají výživu. Přesleny jsou vespod lodyhy od sebe vzdálené a naopak v její horní části vyrůstají blízko u sebe, bývají obloukovitě k sobě skloněné a vytvářejí tak společně husté chomáče. Růžkatci bradavčitému nejlépe vyhovuje teplota vody od +18 do +25 °C.
V období kvetení jsou lodyhy tak blízko u hladiny, že jejích horní části z vody vyčnívají. Celkem nenápadné a neúhledné květy vyrůstají, většinou po jednom, v úžlabí některých přeslenů listů. Rostliny jsou jednodomé, mají květy samčí a květy samičí na téže rostlině. Květy s prašníky (samčí) mají 12 drobných bělavých okvětních lístků, které jsou někdy považovány za zákrov a mezi nimi vyrůstá 10 až 12 extorzních prašníků směstnaných bez viditelného systému na květním lůžku. Pestíkové květy (samičí) jsou tvořeny 9 až 10 zelenavými okvětními lístky a 6 až 16 pestíky se svrchním semeníkem prodlouženým do lepkavé čnělky plnící roli blizny. Uvnitř semeníku je jediné, shora visící vajíčko. Pestíkových květů, vyrůstajících obvykle ve spodní části lodyhy, je mnohem méně než prašníkových, které rostou na koncových částech. Kvete v červnu až září.
Růžkatec bradavčitý je rostlinou, u které bývá opylení zcela zprostředkováno vodou. Prašníky s dozralými pylovými zrny se oddělují od samčích květů a majíce ve svém vrcholu řídké pletivo naplněné vzduchem, vyplouvají na hladinu a tam vysypávají pyl. Pylová zrna mají obdobnou měrnou hmotnost jako voda, plavou ve vodě až se dostanou k lepkavým čnělkám které jsou schopné zajistit opylení.
Plody, vytvářející se jen zřídka, jsou tmavě zelené nebo červenohnědé, podlouhle vejčité nažky dlouhé 4,8 a široké 2,8 mm. Na vrcholu jsou zúžené v krátký, mírně ohnutý hrot, vespod nemají ostny. Dozrávají od září do listopadu.
Dospělé rostliny se nejčastěji rozmnožují vegetativně z lodyh které se pro svou křehkost často lámou, z každé její části může vzniknou nová rostlina.

## Význam
Je vhodnou rostlinou pro výtěr ryb i hnízdiště jiných drobných vodních živočichů (včetně komárů přenášející malárii), případně slouží i jako potrava vodním živočichům. Pokud se silně rozbují naopak znesnadňuje lov ryb, koupání i plavbu člunů. Používá se u nás jako rostlina do akvárií, to svým vzhledem zkrášluje a současně odčerpává z vody přebytečné dusičnany a produkuje látky zpomalují růst řas. Zde lze nejlépe pozorovat, jak z malého dílku lodyhy je zakrátko vzrostlá rostlina.